# میدستون، ورمونت
میدستون (به انگلیسی: Maidstone) یک منطقهٔ مسکونی در ایالات متحده آمریکا است که در شهرستان اسکس، ورمانت واقع شده‌است.
 میدستون ۸۳٫۶ کیلومتر مربع مساحت و ۲۰۸ نفر جمعیت دارد و ۳۷۹ متر بالاتر از سطح دریا واقع شده‌است.